# Unternehmen Tannenberg
Unternehmen Tannenberg war der Deckname einer deutschen Militäroperation und wurde für zwei unterschiedliche Unternehmungen verwendet:
- deutsches Kommandounternehmen Ende August 1939 zur Vortäuschung von Kriegsgründen (Überfall auf den Sender Gleiwitz u. ä.)
- Einsatzgruppen des Reichssicherheitshauptamtes für den Einsatz beim Überfall auf Polen hinter den vorrückenden deutschen Armeen

## Kommandounternehmen
Mit dem „Unternehmen Tannenberg“, das von SS-Gruppenführer Reinhard Heydrich, dem Chef der Sicherheitspolizei und des SD, vorbereitet worden war, sollten Adolf Hitler propagandistische Vorwände für den Überfall auf Polen geliefert werden. Dazu wurde am 31. August 1939 von der SS unter dem SS-Sturmbannführer Alfred Naujocks ein "polnischer Überfall" auf den Sender Gleiwitz und auf weitere Grenzpunkte in Richtung Polen vorgetäuscht. Das betraf weiter die grenznahen Orte Pitschen und Hochlinden.

## Einsatzgruppen

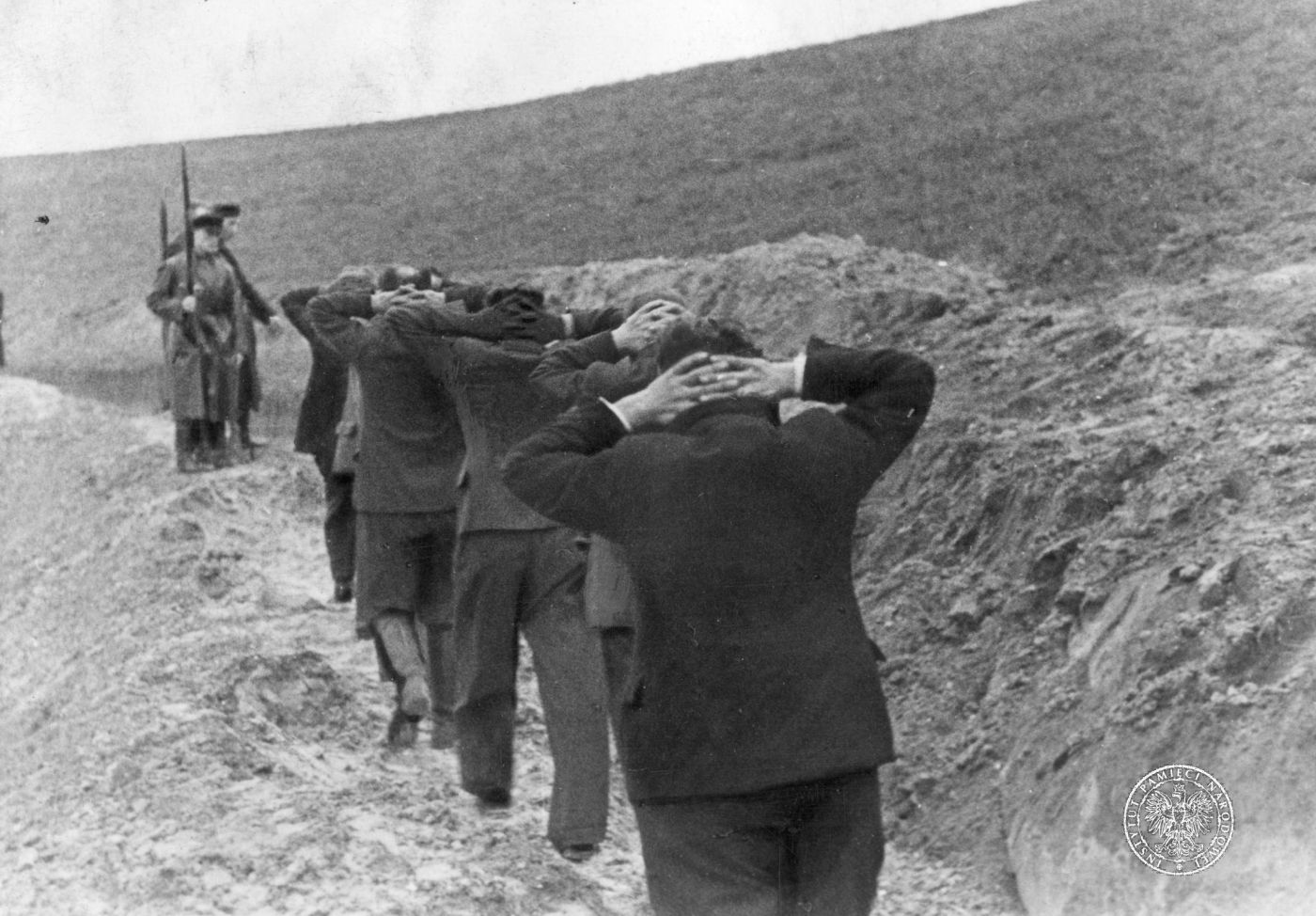
Polnische Lehrer aus Bromberg werden vom Volksdeutschen Selbstschutz zur Exekution im Tal des Todes geführt, 1. November 1939

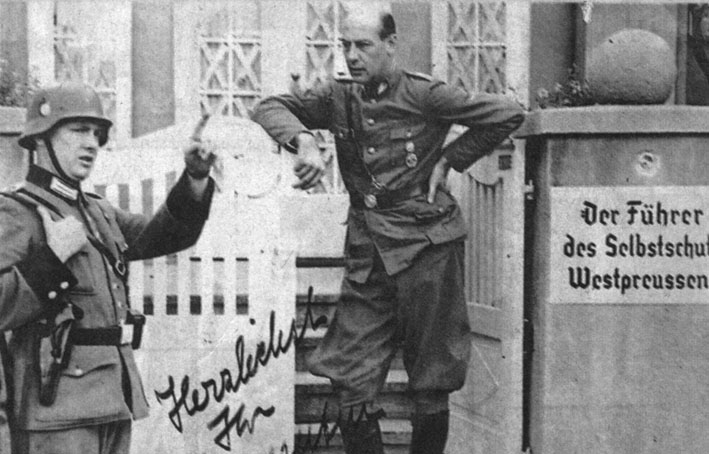
Ludolf von Alvensleben, Führer des Volksdeutschen Selbstschutzes in Westpreußen, Bromberg 1939

Unter dem Decknamen Unternehmen Tannenberg wurden im Vorfeld des Überfalls auf Polen fünf Einsatzkommandos (EK) aufgestellt. Die Führungskräfte dafür wurden ab August 1939 an der Führerschule in Bernau vorbereitet und ausgebildet. Ihr Ziel bestand in der Vorbereitung von provokatorischen Grenzüberfällen, die als "polnische Aktivitäten" getarnt, vor Ausbruch des Krieges am 31. August 1939 stattfanden und anschließend um hinter den vorrückenden deutschen Armeen die nationalsozialistische Vernichtungspolitik in Polen durchzusetzen.
Die offizielle Aufgabe der insgesamt 2700 Mann starken EKs war die „Bekämpfung aller reichs- und deutschfeindlicher Elemente rückwärts der fechtenden Truppe“. Darüber hinaus dienten sie jedoch der möglichst umfassenden Vernichtung der polnischen Inteligencja. Zu diesem Zweck war bereits im Voraus in Zusammenarbeit mit der volksdeutschen Minderheit in Polen das sogenannte Sonderfahndungsbuch Polen angelegt worden, in dem 61.000 Namen von Aktivisten, Intellektuellen, Militärs u. a. aufgeführt waren, die „liquidiert“ werden sollten. Die Einsatzkommandos unterstanden formal den lokalen Befehlshabern der Wehrmacht.
Die SS-Männer, die z. B. am Überfall auf den Sender Gleiwitz, der als Rechtfertigungsgrund für den deutschen Angriff auf Polen inszeniert worden war, beteiligt waren, wurden danach einem dieser Kommandos zugewiesen.
Im September und Oktober 1939 wurden mindestens 20.000 Polen in 760 Massenexekutionen durch die EKs und reguläre Einheiten der Wehrmacht ermordet. Das Unternehmen Tannenberg war vor Kriegsbeginn auch mit der Wehrmacht vereinbart worden. Vor allem unter Führung des SS- und Polizeiführers für Westpreußen Ludolf-Hermann von Alvensleben wurden auch vom Volksdeutschen Selbstschutz umfangreiche Exekutionen vorgenommen.